# Blechnum elongatum
Blechnum elongatum är en kambräkenväxtart som beskrevs av Gaud. Blechnum elongatum ingår i släktet Blechnum och familjen Blechnaceae. Inga underarter finns listade.